# 동전터널

동전터널

동전터널(東田터널, Dongjeon Tunnel)은 경상남도 창원시 마산합포구 현동과 진동면을 잇는 국도 제2호선과 국도 제14호선의 터널이자 밤밭고개로의 시점이다.
총 연장은 610m이며, 1992년에 개통하여 기존의 2차선의 도로를 대체하여 시내와 진동면, 진전면, 이외 진주시와 고성군 등지를 오가는 소요시간이 대폭 단축되었고 정체또한 크게 완화되었다. 그러나 터널 입출구에 각각 급커브구간이 있어 사고가 잦자, 국도 제2호선 직선화 계획과 더불어 연장 1,080m의 신동전터널을 완공하였다.